# 近藤名奈
近藤 名奈（こんどう なな、1973年11月8日 - ）は、日本の歌手、シンガーソングライター、ヴォイスカスタマイザー、音楽プロデューサーである。愛知県丹羽郡扶桑町出身。
1993年（平成5年）にファンハウスよりデビュー。

## 概要
師でもあるイーグルスのティモシー・B・シュミット譲りのクリスタルボイスが特徴。ボーイッシュなキャラクターでポスト永井真理子と期待されてのデビューだった。
2000年（平成12年）以降は主にボイストレーナーとして活動、多くのシンガーをデビューさせている。同時に自身も数多くの歌手のCDにボーカルディレクションやバックアップシンガーとして参加しつつMask、C2などの名前で作曲家・プロデューサーとしてKnowz Dada Roar、SACON、ジョンジョリーナ・アリー、町田俊行、鳴海カズユキ、Asian H、IMALUその他韓国・台湾のアーティストを含め、多くのアーティストを手掛けている。現在The VOICEnessのヴォイスカスタマイザー、ヴォイスチューナーとして日本のみならずロサンゼルスでも年に数回指導を行っている。

## ディスコグラフィー
タイアップはテレビ番組の主題歌やコマーシャルソングなどに多数あるが、代表例のみ注記する。

### シングル

#### 単独作品
1. こんな日は早起きしてあなたに会いたい/明日のドア（1993年2月25日）
2. 地球を蹴ってさか上がりして/引き出しの奥の時間（1993年5月26日）…日東紅茶『水出し紅茶』CM曲
3. サラダ通りで会いましょう/11（イレブン）〜風のままでいて〜（1993年9月1日）…不二家チョコレート『ウッディ』CMソング
4. 風の旋律を聴け/月曜日の歩き方（1993年11月26日）…『どうぶつ奇想天外!』エンディングテーマ
5. 春色のカーブ/二十歳の記念日（1994年2月2日）…JR北海道『乗れば春』CM曲
6. +1〜プラスワン〜/今年初めての半袖（1994年5月21日）…1994年競艇（モーターボートレース）イメージソング
7. 少年のままでいい/この青空（そら）に誓うよ（1994年7月7日）…『ねるとん紅鯨団』エンディングテーマ
8. あなたは知らない/Dreamers Only（1994年10月26日）…『スーパーサッカー』エンディングテーマ
9. Echoes〜地平線まで追いかけて〜/ワンルームと青い歯ブラシ（1995年2月15日）…『ザ・フレッシュ!』エンディングテーマ/丸大『うす塩シリーズ』CMソング
10. Kissだけじゃうまくいかない/天使たちの街へ（1995年7月26日）
11. 純情な恋でも…/Still（1995年12月1日）
12. 1グラムの幸福/小鳥のように（1996年8月7日）…飯島真理のヒット曲のカヴァー。ドラマ『ラブの贈りもの』主題歌
13. 根拠はないけど（1999年11月1日）

#### ユニット作品
斎藤誠とのユニット『PALMS』名義によるシングル作品
1. 恋人じゃない（1997年5月21日）

### アルバム
1. 7/360（1993年7月7日）
2. N/S（1994年3月3日）
3. 最高の笑顔を花束にして（1994年12月1日）
4. Better Days - Sellected Songs from the Primal Times（1995年3月15日）ベストアルバム
5. NaNa（1995年12月1日）…イーグルスのティモシー・B・シュミットが参加している。

## 出演

### 公演
- 1995年（平成7年）2月19日 - 日本青年館、その他

### テレビ・ラジオ
- CREATIVE COMPANY 冨田和音株式会社（番組内コーナー「近藤名奈 本当のことだけ言わない」）（CBCラジオ）
- 近藤名奈のハッピーショウロンポウズ（FM横浜）
- ガールポップ（テレビ神奈川）
- オールナイトニッポン 週替わりスペシャル（ニッポン放送）
- パックインミュージック21（TBSラジオ）その他
- おそ松さん（テレビ東京）第22話：挿入歌

## 著書
- The VOICEness Method 一石三鳥のボイストレーニング（岡本仁司との共著、ドレミ楽譜出版社：2011年（平成23年） ISBN 978-4285130911）
- 一流の人は、なぜ話し方よりも声をたいせつにするのか　（アスコム）：2018年)